# Joos de Momper

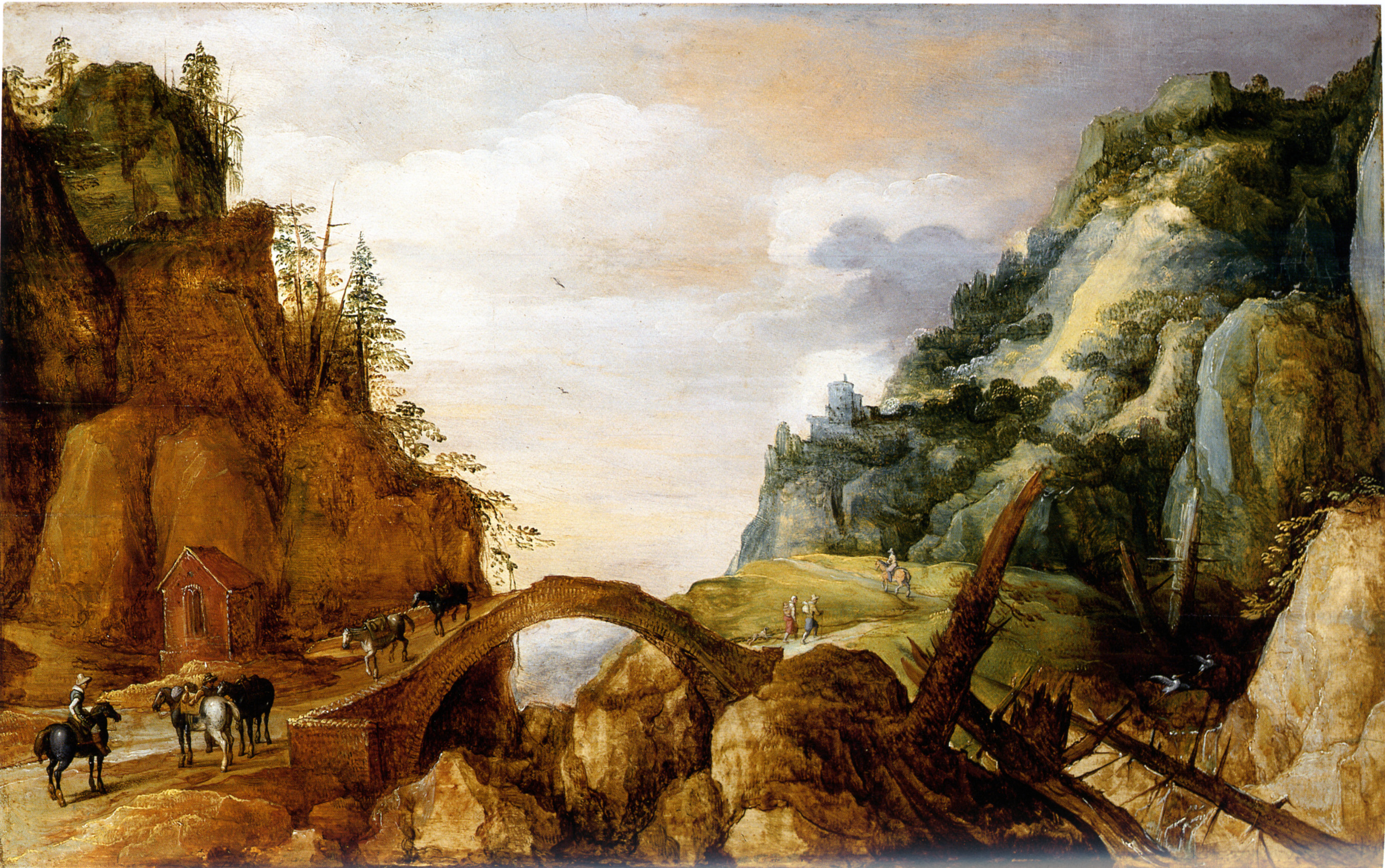
Paisaje de montaña, obra de Joos de Momper

Joos de Momper el Joven (Amberes, 1564-5 de febrero de 1635), también conocido como Josse de Momper, fue uno de los más importantes paisajistas flamencos entre Pieter Brueghel el Viejo y Pedro Pablo Rubens. La influencia de Brueghel es evidente en muchos cuadros de Momper. Su nombre también se escribe como Joost, Joes  o Jodocus.

## Biografía
Nacido en 1564 en Amberes, Joos de Momper fue aprendiz primero con su padre, el pintor Bartholomäus de Momper. Entró a formar parte de la guilda de san Lucas o gremio de pintores en 1581, formando parte de la junta directiva en 1611. En los años 1580, viajó a Italia a estudiar arte, conociendo, entre otros, a Lodewijk Toeput (Pozzoserrato en Treviso. Para el año 1594 ya estaba de vuelta en Amberes, donde se le documenta como partícipe en la decoración para el recibimiento del archiduque Ernesto.

## Estilo
Como Abraham Bloemaert en Utrecht, de Momper, simboliza el paso del manierismo al barroco en Amberes. De Momper pintó principalmente paisajes, el género por el que fue bien considerado en vida. Pintó tanto paisajes de fantasía como realistas. Los primeros siguen una gradación de color manierista convencional: marrón en el primer plano, verde grisáceo después y azul en el fondo; adopta en estos paisajes un punto de vista más bien alto. En cambio, en sus paisajes más realistas el punto de vista adoptado es más bajo y los colores más naturales. 
Sus amplios panoramas también presentan grupos de figuras. Suelen ser paisajes montañosos, influidos por Pieter Brueghel el Viejo. En otros paisajes representa a su tierra natal, tanto en invierno como en verano.
Solo un pequeño número del medio millar de pinturas que se le atribuyen están firmadas, y solo una está datada. Seghers es considerado seguidor suyo.

## Obras destacadas
- Paisaje fluvial con cacería de jabalíes, h. 1600 - Rijksmuseum, Ámsterdam
- Helicón o Visita de Minerva a las Musas - Museo Real de Bellas Artes de Amberes, en Bélgica
- Mercado flamenco y lavadero - Museo del Prado, Madrid
- Paisaje con la tentación de Cristo - Galería Nacional de Praga
- Escena de montaña con puentes - Museo Wallraf-Richartz, Colonia
- Paisaje de invierno, h. 1620 - colección particular
- Paisaje de nieve (Paysage de neige) - Musée des beaux-arts et d'archéologie de Châlons-en-Champagne, Francia.